# Catachlorops leptogaster
Catachlorops leptogaster är en tvåvingeart som beskrevs av Barretto 1946. Catachlorops leptogaster ingår i släktet Catachlorops och familjen bromsar. Inga underarter finns listade i Catalogue of Life.